# دوغلاس بويد
دوغلاس بويد (بالإنجليزية: Douglas Boyd)‏ هو موزع بريطاني، ولد في 1 مارس 1959 في غلاسكو في المملكة المتحدة.

## وصلات خارجية
- الموقع الرسمي
- دوغلاس بويد على موقع ميوزك برينز (الإنجليزية)
- دوغلاس بويد على موقع أول ميوزيك (الإنجليزية)
- دوغلاس بويد على موقع ديسكوغز (الإنجليزية)